# 猛龍特囧
《猛龍特囧》（英語：Undercover Duet）是一部2015年上映的香港喜劇電影，由胡耀輝執導，鄭中基、胡耀輝、雨僑主演。本片於2015年3月在美國舉行的「國際金勳章電影競賽」（Accolade Global Film Competition）中獲得「最佳影片優異獎」（Award of Merit）。

## 演員表
| 演员                       | 角色                    | 备注                                                   |
| 鄭中基                     | 劉夢龍／D Dragon        | 暴龍哥 一名身手火辣的臥底探員                          |
| 胡耀輝                     | 孟子良／James           | 占士哥 一名自稱是臥底的探員 暴龍哥之拍檔，喜歡孟子君   |
| 雨僑                       | 孟子君                  | 孟子良之妹 自稱是暗戀暴龍哥，實際上想暗中利用其        |
| 王傳君                     | 何永逸                  | 臥底探員 實際上是黑社會黨內成員 利萬三之手下，並利用其 |
| 張繼聰                     | 洪爺                    | 黑社會黨內的成員                                       |
| 楊建平                     |                         | 殺手                                                   |
| 蘇民峰                     | 警隊指揮官              |                                                        |
| 張弛                       |                         |                                                        |
| 鄒文正                     | 利望峰／Roger           | 利萬三之子                                             |
| 何華超                     | 阿蔣                    | 前警務處處長                                           |
| 田啟文                     | 電影策劃                |                                                        |
| 梁嘉琪                     | 車禍死者妻子            |                                                        |
| 劉江                       | 利萬三                  | 利望峰之父                                             |
| 鄭子誠                     | 劉律師                  |                                                        |
| 黃建東                     | 原建東                  | 警員                                                   |
| 楊尚斌                     |                         |                                                        |
| 張暖雅                     | 律師                    |                                                        |
| 溫超                       | 電影發布會工作人員      |                                                        |
| 顧又銘                     | 好男兒選秀比賽參賽者    | 客串                                                   |
| 馮克安                     | 豪哥                    | 客串                                                   |
| 陸永                       | 陸正                    | 客串警員                                               |
| 石詠莉                     | 警員                    | 客串                                                   |
| 尹光                       | 黑市醫生                | 客串                                                   |
| 沈震軒                     | 東昇大佬                | 客串                                                   |
| 王宗堯                     | 警員                    | 客串                                                   |
| 周秀娜                     | Chrissie                | 客串                                                   |
| 麥玲玲                     | 評判                    | 客串                                                   |
| Jessica C.                 | 評判                    | 客串                                                   |
| 莊思敏                     | 警員                    | 客串                                                   |
| 何浩文                     | 警員                    | 客串                                                   |
| 李雨陽                     | 保鑣                    |                                                        |
| 松岡李那                   |                         |                                                        |
| 葉景文                     | 法官                    | 客串                                                   |
| 宋文（蘋果日報動新聞主播） | April Dairy作動新聞主播 | 聲音客串                                               |

## 宣傳

### 亞視禁播《猛龍特囧》廣告
早前拍了一段兩分鐘廣告片，在片中，首先是飾演劉夢龍的鄭中基與飾演孟子良的胡耀輝同居，當胡耀輝聽到電話響後，胡耀輝講電話時，指他興奮地說：「就算冇糧出，我都肯做㗎！」之後掛斷電話，胡耀輝向鄭中基報喜，說：「掂晒喇，亞視肯簽我呀，yeah！」；接着是胡耀輝以惡搞方法重演亞視經典電視劇鏡頭，包括《天蠶變》、《還珠格格》及《我和殭屍有個約會》，還會擔任《六合彩》主持，在擔任《六合彩》主持時，因為攪珠機的機件故障而無法進行攪珠，所以他動用玩具攪珠機進行攪珠；其後，胡耀輝講電話時，指他憤怒地說髒話之後就公開自己做很多工作，但到最後竟然「冇糧出」，又提及亞視高層的姓名；最後是胡耀輝與鄭中基同車，兩人一起爆粗及做出不文手勢，作為廣告尾聲。

## 獎項
| 年份 | 頒獎典禮               | 獎項           | 獲提名                 | 結果 |
| ---- | ---------------------- | -------------- | ---------------------- | ---- |
| 2015 | 美國國際金勳章電影競賽 | 最佳影片優異獎 | 田啟文、李永豪、杜明夷 | 獲獎 |
| 2016 | 第11屈金話梅電影選舉   | 最屎電影／導演 | 《猛龍特囧》（胡耀輝） | 提名 |
| 2016 | 第11屈金話梅電影選舉   | 最爛場面       | 核特噴奶               | 獲獎 |
| 2016 | 第11屈金話梅電影選舉   | 最屎男主角     | 胡耀輝                 | 提名 |
| 2016 | 第11屈金話梅電影選舉   | 最屎女主角     | 雨僑                   | 提名 |

## 電影歌曲

### 主題曲
| 歌名         | 演唱者 | 作曲   | 填詞   | 編曲   |
| 〈義氣仔女〉 | 張智霖 | 郭偉亮 | 黃偉文 | 張子堅 |

## 電影分級
| 國家/地區 | 分級           |
| 香港      | IIB（輔導級）  |
| 新加坡    | NC16（青年級） |

## 外部連結
- 猛龍特囧 Undercover Duet的Facebook專頁
- 《猛龍特囧 （页面存档备份，存于）》在香港雅虎的電影頁面（繁體中文）
- 開眼電影網上《猛龍特囧》的資料（繁體中文）
- 香港影庫上《猛龍特囧》的資料（繁體中文）
- 豆瓣电影上《猛龍特囧》的資料 （简体中文）
- 时光网上《猛龍特囧》的資料（简体中文）
- 互联网电影数据库（IMDb）上《猛龍特囧》的资料（英文）

| 台灣 衛視電影台 週四晚間九點全台首播 |
| ------------------------------------ |
| 猛龍特囧 2016.02.11                  |